# Без ума от оружия (фильм, 1992)
«Без ума от оружия» — художественный фильм 1992 года режиссёра Тамры Дэвис. Впервые был показан 11 сентября 1992 года на кинофестивале в Торонто. На экраны кинотеатров попал только в 1993 году. Фильм получил одну награду («Мистфест» — Дрю Бэрримор, лучшая актриса) и две номинации («Мистфест» — лучший фильм; «Золотой глобус» — Дрю Бэрримор, лучшая актриса в телевизионном фильме).

## Сюжет
Школьница Анита Минтер живёт в трейлере вместе с Руни, любовником своей матери, которая неизвестно где пропадает. Почти каждую ночь Анита нехотя отдаётся Руни, впрочем, в половых связях девица неразборчива. Однажды в школе всему классу даётся задание завести себе друзей по переписке. Анита списывается с Говардом, молодым человеком, отбывающим наказание за убийство в колонии где-то в Калифорнии. Говард пишет ей, что безумно любит оружие, и у Аниты начинает просыпаться интерес к огнестрельному оружию. Она упрашивает отчима научить её стрелять. Однажды, когда он в очередной раз пристаёт к ней, Анита убивает его из пистолета, а труп прячет за трейлером. В тот же день из тюрьмы выпускают Говарда, поскольку Анита упросила местного священника Хэнка, немного не от мира сего, взять его на поруки. Хэнк предоставил Говарду работу, обвенчал парочку, но у них не получается пожить нормальной жизнью.
Анита вскоре выдаёт свою страшную тайну и они вдвоём собираются избавиться от трупа отчима Аниты. Аниту замечают её одноклассники и пристают к ней. Говард по неосторожности убивает одного, после чего приходится прикончить и второго. Застрелив на следующий день полицейского и избив ещё одного, парочка пускается в бега на машине, отправившись во Фресно, чтобы разыскать мать Аниты. Так и не найдя её, Анита и Говард проникают под вечер в частный дом, где всю ночь, ставшую самой счастливой в их жизни, наслаждаются «другой жизнью». Но наутро дом берёт штурмом полиция, в перестрелке с которой Говард погибает.

## В ролях
- Дрю Бэрримор — Анита Минтер
- Джеймс Легрос — Говард
- Джереми Дэвис — Билл
- Джо Даллесандро — Руни
- Родни Харви — Том
- Роберт Гринберг — мистер Шитс
- Майкл Айронсайд — мистер Кинкейд, шериф
- Айони Скай — Джой, его дочь
- Билли Драго — Хэнк Фалтон, священник
- Дэн Эйзенштейн — Чак
- Трейси Уолтер — Элтон